# MAB modèle C

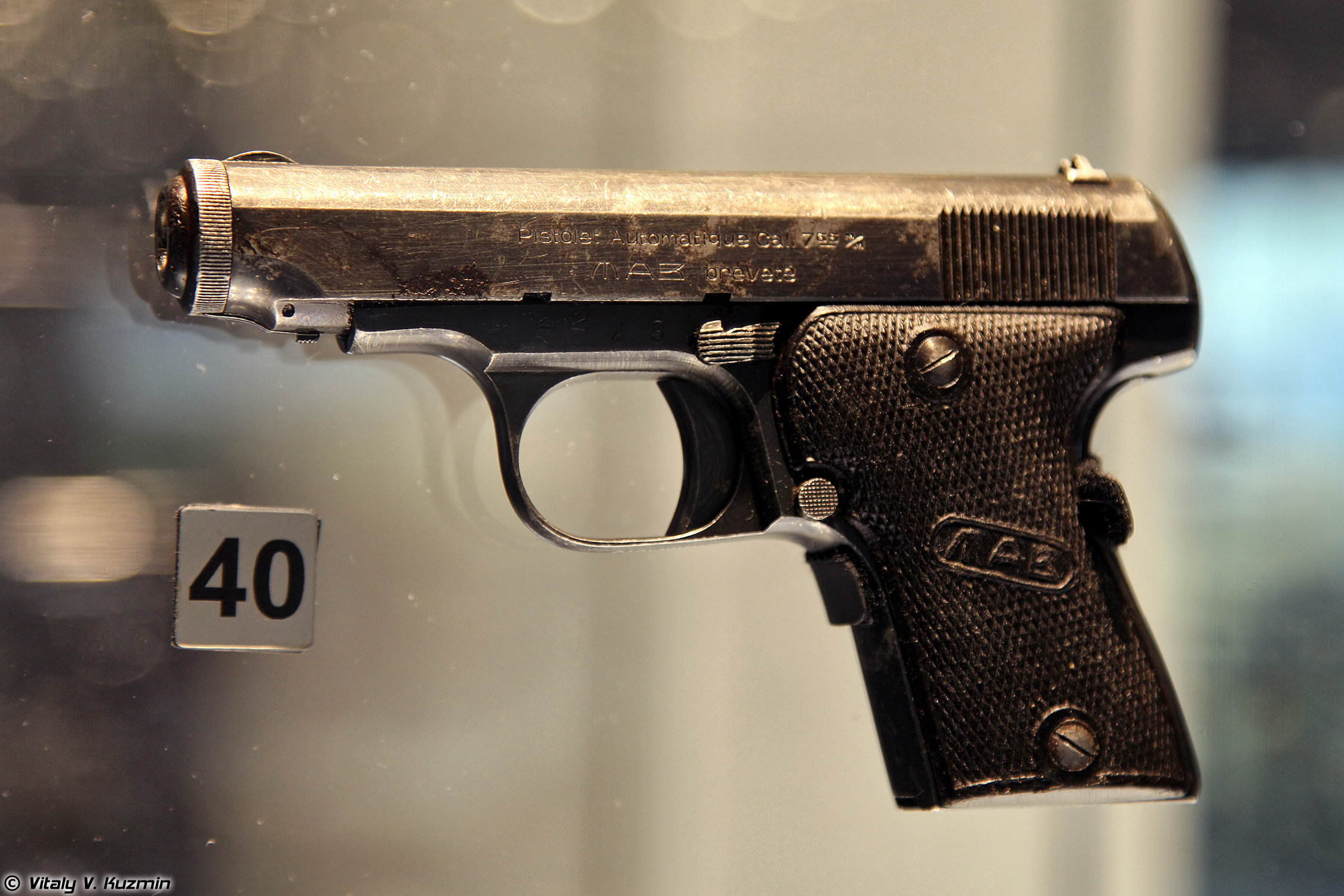
Le MAB C de la collection du Musée national des armes de Toula (Russie).

Le Modèle C de la Manufacture d'armes de Bayonne (MAB) est un pistolet de défense et de police de fabrication française. Il s’inspire du Browning M1910 fabriqué par la FN Herstal belge.

## Présentation
Il fonctionne par culasse non calée et simple action. Il diffère de son modèle  par l’emplacement (en arrière de la détente) et la forme de son levier de sûreté  (qui bloque la culasse en fin de chargeur) et de son verrou de chargeur. De même, les organes de visée fixes (guidon et cran de mire) ont été améliorés. L’arme possède enfin une pédale de poignée. Ce PA produit à Bayonne était vendu en calibre 7,65mm Browning et 9mm court. L’arme subit des modifications mécaniques et esthétiques mineures en 1946, 1948 et 1950.
Son gabarit et ses différentes caractéristiques le rapprochent fortement du Browning 1910.
Comme son homologue belge, le MAB C existe dans une variante plus grande, le MAB D.

## Production et diffusion
Le MAB C fut produit de 1933 à 1963 (9 mm) et 1967 (7,65 mm)  pour le marché français et l’exportation. Entre 1940 et 1944, il fut livré à la Wehrmacht et arma les FFI. Il fut dotation dans la Police nationale après 1945. Un importateur californien le commercialisa aux États-Unis sous le nom de WAC Le Cavalier.
Afin de pallier la pénurie d'armes, l'armée française acheta directement dans le commerce des pistolets MAB C ou D, qui servirent notamment durant la guerre d'Indochine.

## Données techniques-
- Munitions : 7,65 Browning/9 mm Court
- Longueur : 15,6 cm
- Canon : 8,3 cm
- Masse de l’arme vide : environ 700 g
- Chargeur : 7 en 7,65 mm / 6 cartouches en 9 mm